# LuxAnimation
LuxAnimation è uno studio di animazione e una casa di produzione (prevalentemente nel campo dell'animazione) lussemburghese, fondata nel 2002. L'attività dell'azienda ricopre principalmente quella dei servizi per l'animazione, grazie alle sue capacità nel rotoscopio, nella motion capture, nella animazione 3D, e, in generale, negli effetti speciali.

## Filmografia

### Animazione

#### Lungometraggi
- Chasseurs de Dragons - Le film!, - 2008
- Bob & Bobette - 86 min, uscita prevista: 2008; in coproduzione con Skyline Film Wat Productions, Bos Films, Cotoon

#### Serie televisive
- The Island of Inis Cool
- Adi dans l'espace
- Adi sous la mer
- Cosmic Cowboys - 2003
- Creepschool - 2003
- Che drago di un drago - 2004 collaborazione, produzione: France 3, Canal J, CINAR, Alphanim
- Cacciatori di draghi - 2004
- Franklin VI stagione - 2004
- Delta State - rotoscopio, 2004, collaborazione con Nelvana
- Esprit Fantôme 2 - 2005
- Moby Dick e il segreto di Mu (Moby Dick et le secret de Mu) - animazione 2D, 2005, coproduzione con Carrere Group e TF1.
- Zombie Hotel - animazione 2D, 2005, collaborazione.
- Adi 7 - 2005
- Robotboy - 2005
- Galactik Football - 2006
- Renaissance - 2006
- Skyland - motion capture, 2006, coproduzione con Method Films e 9 Story Entertainment.
- Di-Gata Defenders I-II - 2007, collaborazione con Nelvana
- La Famille Trompette - 2007
- Iron Man: Armored Adventures - 2009; serie televisiva di 26 episodi di 26 minuti cad. Coproduzione con Method Films, Dataquest, Marvel, France 2 e Isle of Man

### Azione dal vivo

#### Lungometraggi
- La Jungle - 90 min, 2006, in coproduzione con Onyx Films
- Renaissance - 90 min, 2006, in coproduzione con Millimages, Onyx Films, Time Firme